# Adolfo Van Praet
Adolfo Van Praet es una localidad del departamento Realicó, en la provincia de La Pampa, Argentina.
La localidad se encuentra próxima al límite con la provincia de Córdoba y se accede por la Ruta Nacional 188.

## Población
Contó con 279 habitantes (Indec, 2010), lo que representó un incremento del 2% frente a los 274 habitantes (Indec, 2001) del censo anterior.
El censo nacional 2022 arrojó 360 habitantes y 186 viviendas.
| Gráfica de evolución demográfica de Adolfo Van Praet entre 1991 y 2022 |
|                                                                        |
| Fuente: Censos nacionales del INDEC                                    |

## Ferrocarril
Cuenta con la estación Adolfo Van Praet del Ferrocarril Sarmiento, por la cual sólo transitan trenes de cargas.